# Leitzersdorf
Leitzersdorf je obec v Rakousku ve spolkové zemi Dolní Rakousy v okrese Korneuburg. Žije zde přibližně přibližně 1 200 obyvatel.

## Geografie

### Geografická poloha
Leitzersdorf se nachází ve spolkové zemi Dolní Rakousy v regionu Weinviertel. Leží přibližně 10 km severozápadně od okresního města Korneuburg. Rozloha území obce činí 27,89 km², z nichž 7,2 % je zalesněných.

### Části obce
Území obce Leitzersdorf se skládá z pěti částí (v závorce uveden počet obyvatel k 1. 1. 2015):
- Hatzenbach (157)
- Kleinwilfersdorf (139)
- Leitzersdorf (663)
- Wiesen (105)
- Wollmannsberg (172)

### Sousední obce
- na severu: Niederhollabrunn
- na východu: Leobendorf
- na jihu: Spillern, Stockerau
- na západu: Sierndorf

## Politika

### Obecní zastupitelstvo
Obecní zastupitelstvo se skládá z 19 členů. Od komunálních voleb v roce 2015 zastávají následující strany tyto mandáty:
- 8 BGL
- 7 ÖVP
- 2 SPÖ
- 2 FPÖ

### Starosta
Nynějším starostou obce Leitzersdorf je Franz Schöber ze strany BGL.

## Galerie

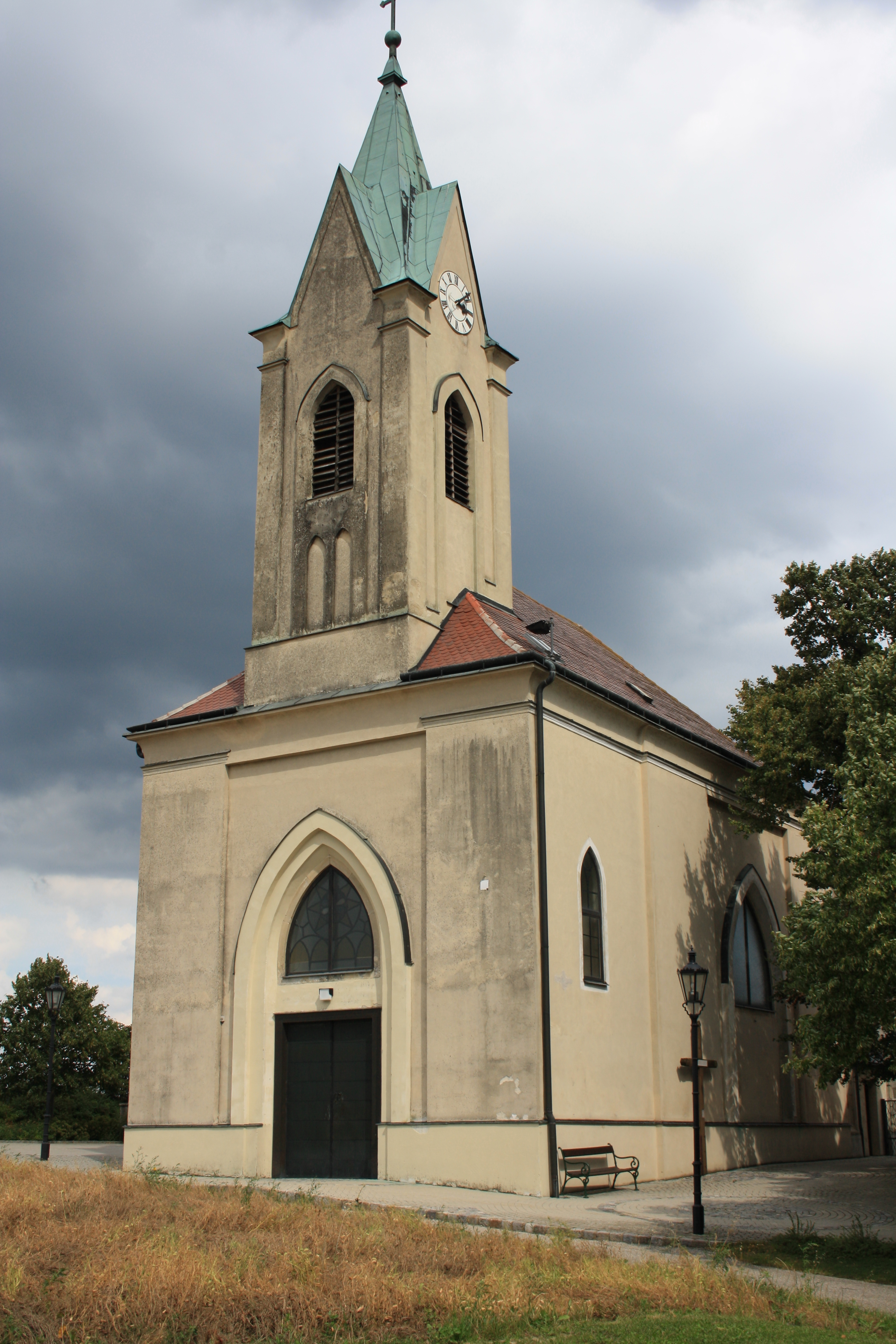
Farní kostel v Kleinwilfersdorfu
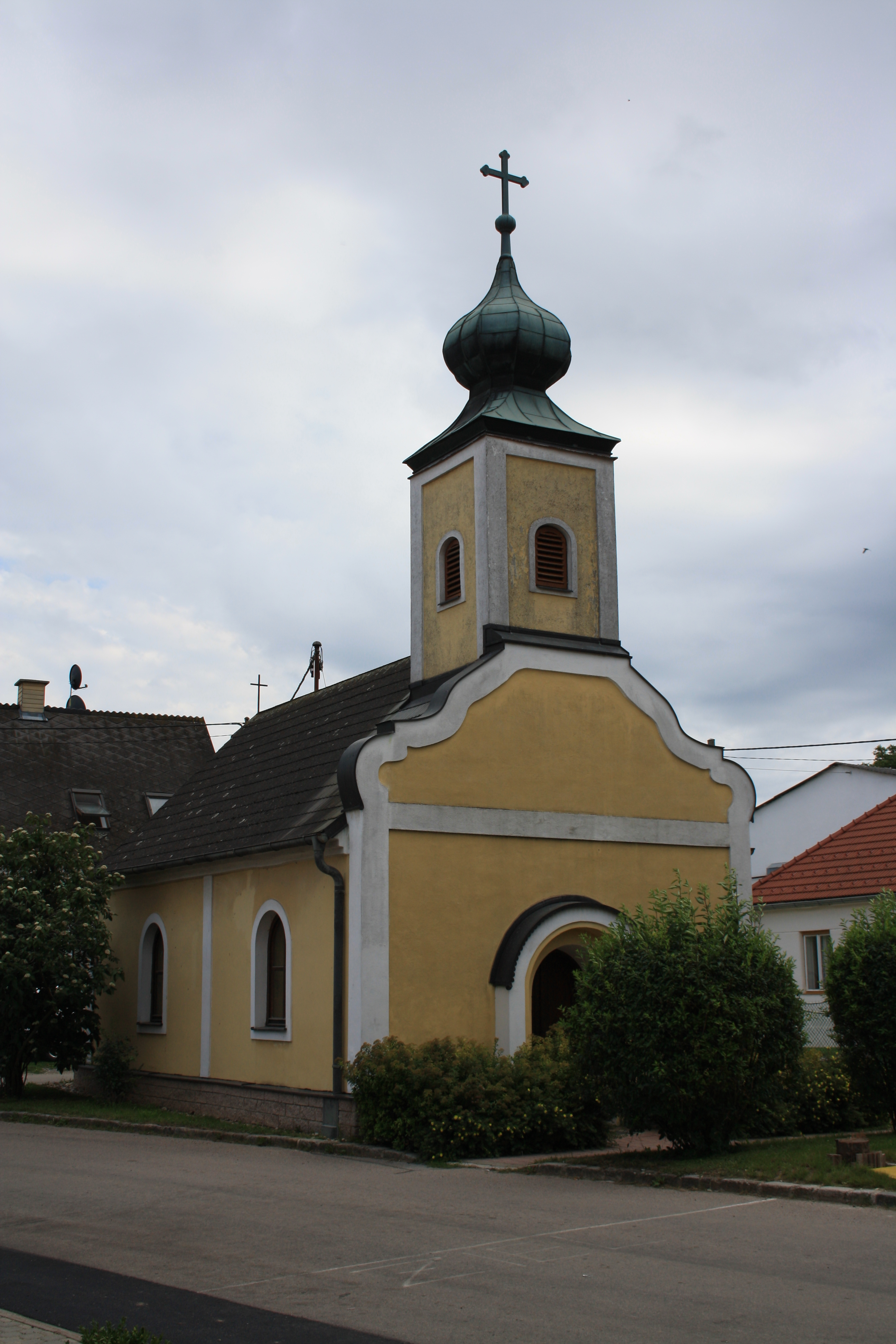
Kaple v Hatzenbachu
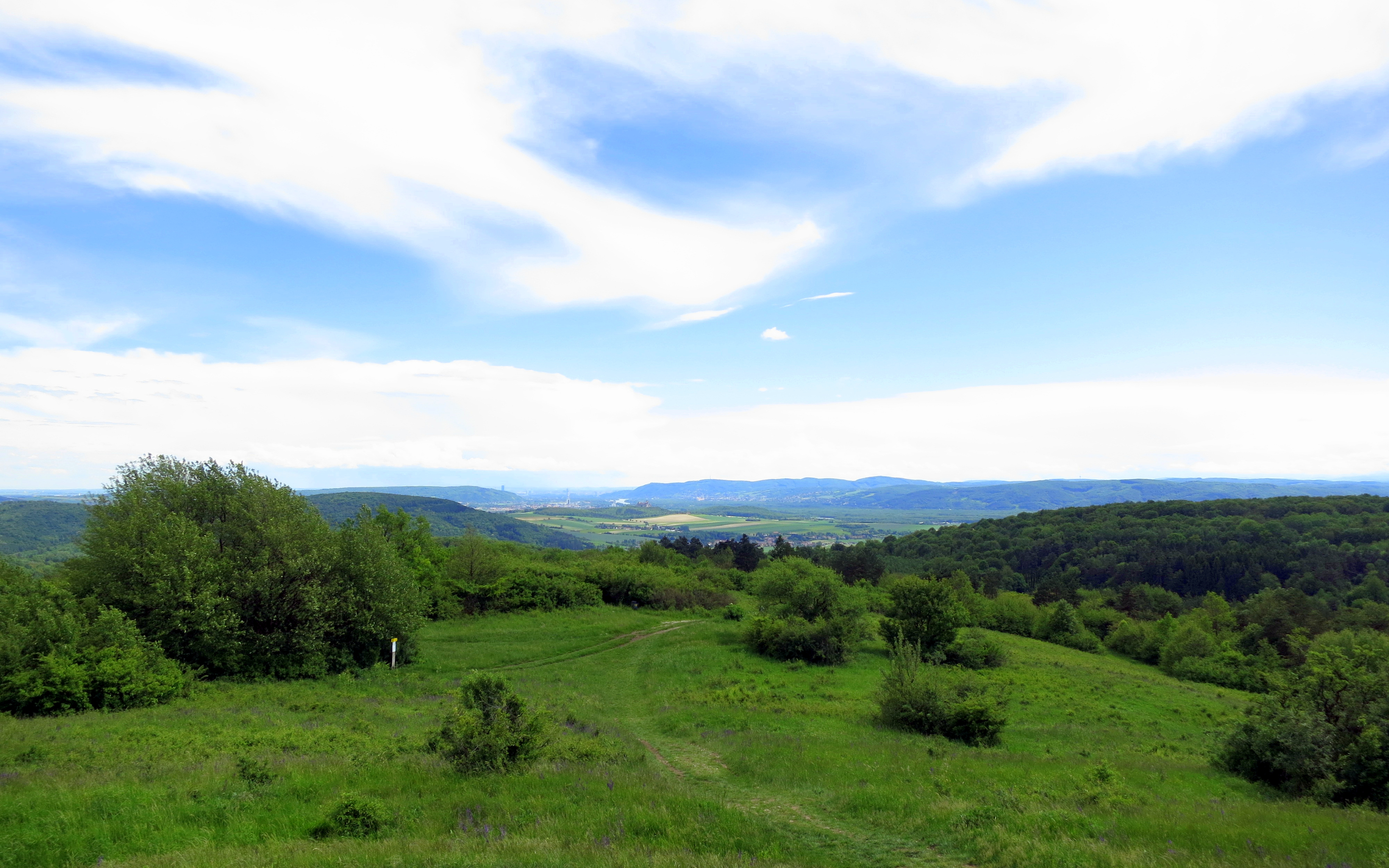
Krajina v okolí Leitzersdorfu
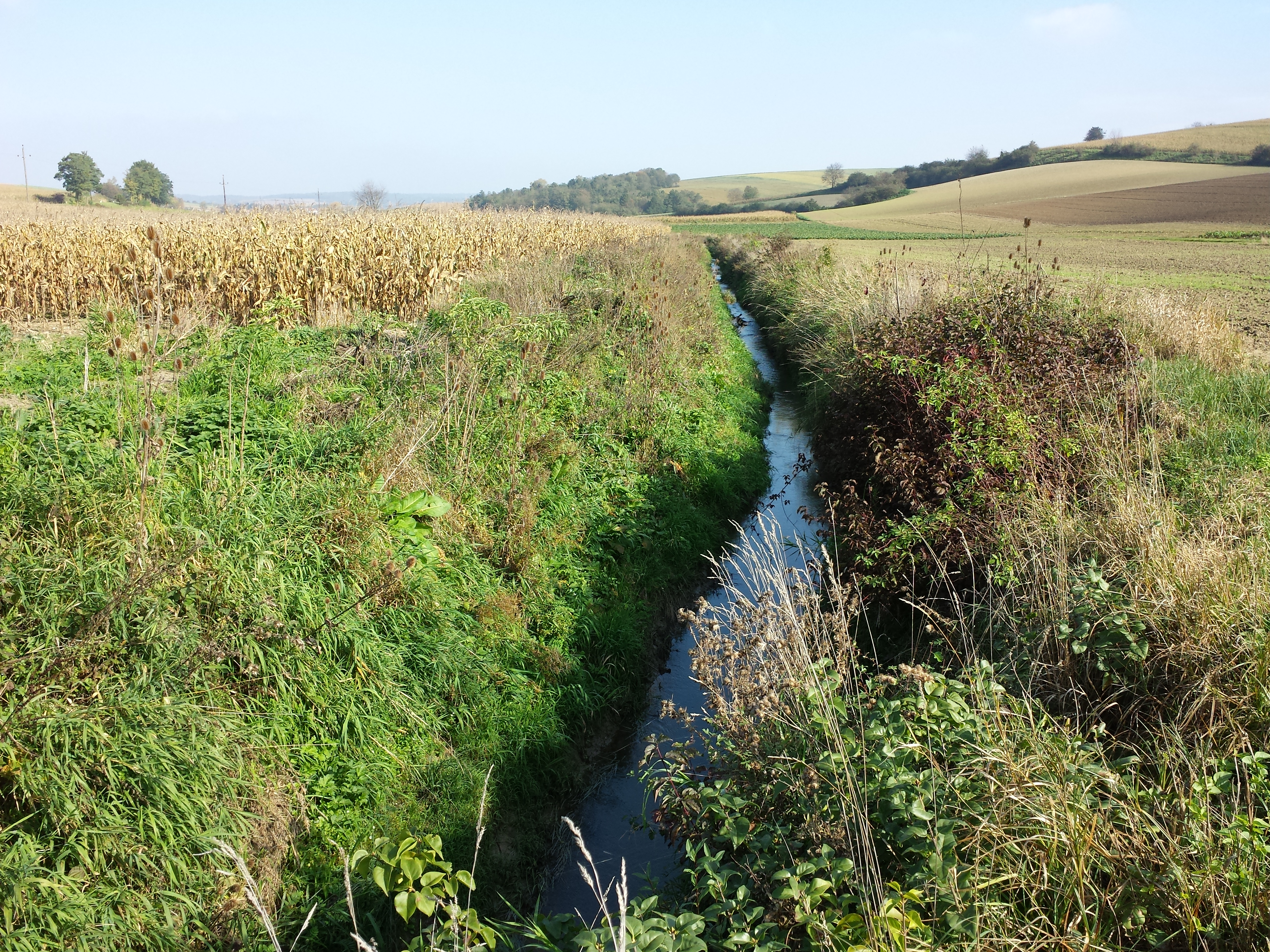
Senningbach
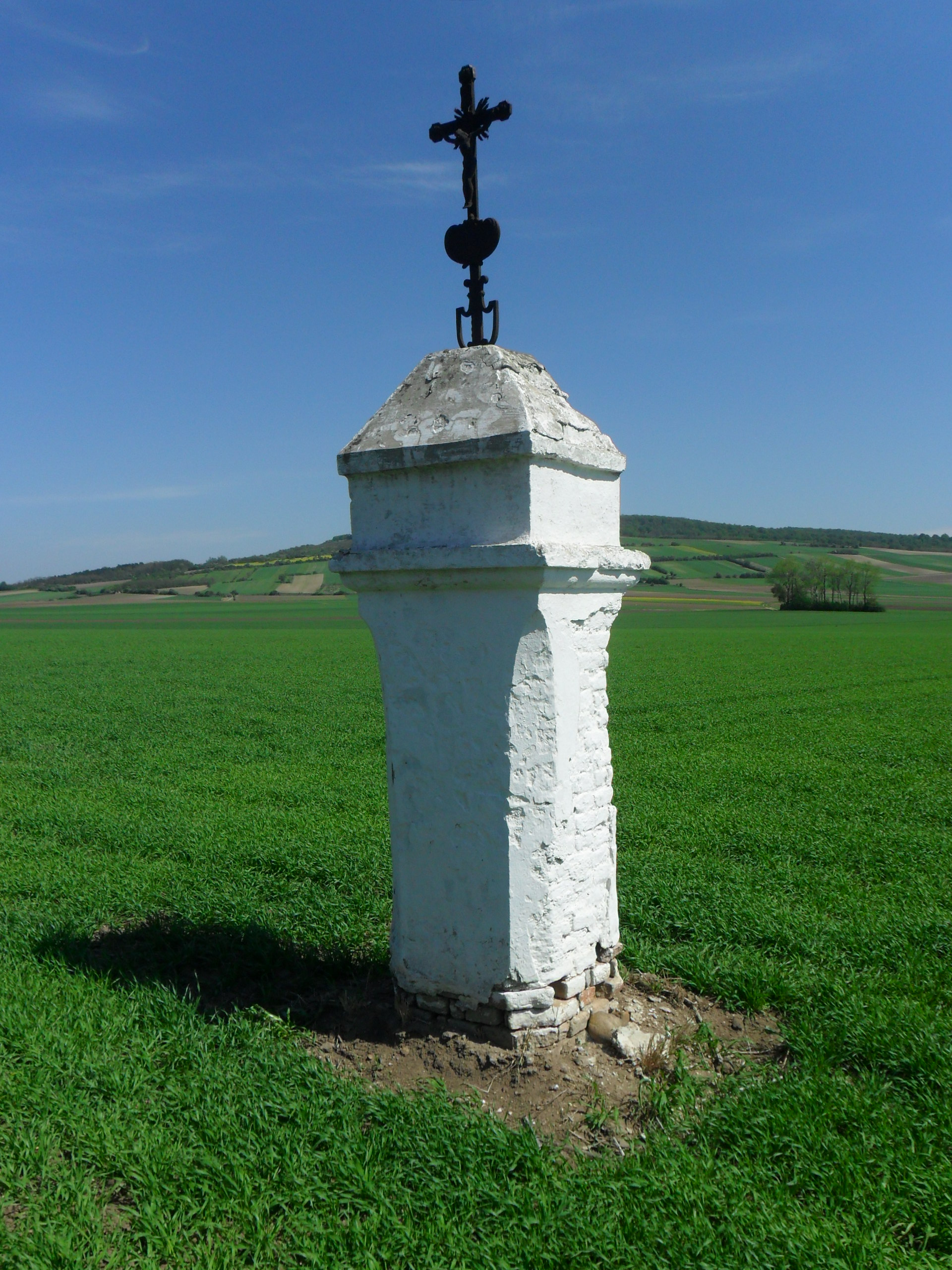
Boží muka u Wiesen